# Amanita velatipes
Amanita velatipes
Espèce
Amanita velatipes, l'Amanite à pied voilé est une espèce de champignons basidiomycètes du genre Amanita de la famille des Amanitacées.